# Durian Lingga
Durian Lingga is een bestuurslaag in het regentschap Langkat van de provincie Noord-Sumatra, Indonesië. Durian Lingga telt 1882 inwoners (volkstelling 2010).